# 淡竹葉屬
淡竹葉屬（学名：Lophantherum），是禾本科蘆竹亞科下的一個屬，全球約有2種物種，圴可作藥用。分佈於東亞及東南亞，中國國內有2種，分佈在各省區。淡竹葉屬的模式種為淡竹葉（Lophatherum gracile）。本屬染色體數為小型x-12。

## 形態特徵
淡竹葉屬為多年生直立草本植物，具短縮而木質化的根狀莖，鬚根稀疏，中下部膨大呈紡錘形；稈直立，表面光滑。葉片披針形，寬大，平展，基部收縮成柄狀，具明顯的小橫脈；葉鞘邊緣披纖毛，長於節間；葉舌短小而質硬。花為圓錐花序，頂生，由數枚穗狀花序所組成，開展；小穗狹披針形，略呈圓柱狀，含數枚小花，近無柄或具極短柄；第一小花為兩性花，其餘為中性花；小穗軸脫節於穎之下，各小花間並不折斷；穎先端鈍，背部拱圓，具5－7脈，不相等，兩穎均短於第一小花；第一外稃草質兼硬紙質，先端鈍或具芒狀短尖頭，旋卷，具7－9脈；內稃較外稃窄小，略短於外稃，脊光滑而上部具狹翼；不育外稃數枚互相密集包卷，先端具短芒，其內稃微細或不存在；雄蕊2枚，自小花先端伸出。果為穎果，與內、外稃分離。

## 物種
淡竹葉屬約包含2種物種： 
- 淡竹葉 Lophatherum gracile Brongn.
- 中華淡竹葉 Lophatherum sinense Rendle

## 外部連結
- （简体中文）. 中國自然標本館.   [August 4, 2011].[]
- （简体中文）. 植物通.   [August 4, 2011].